# Сённре-Ланн
Сённре-Ланн (норв. Søndre Land) — коммуна в губернии Оппланн в Норвегии. Административный центр коммуны — город Хув. Официальный язык коммуны — букмол. Население коммуны на 2007 год составляло 5853 чел. Площадь коммуны Сённре-Ланн — 728,39 км², код-идентификатор — 0536.

## История населения коммуны
Население коммуны за последние 60 лет.

Статистика коммуны Сённре-Ланн